# Project Snowblind
Project: Snowblind – gra komputerowa z gatunku first-person shooter stworzona przez studio Crystal Dynamics.

## Fabuła
Hongkong 23 sierpnia 2065. Stojący na granicy wojny domowej Hongkong został zaatakowany przez wojska Republiki z generałem Yan-Lo na czele. Porucznik Nathan Frost który właśnie przybył z akademii wziął udział w obronie placówki Koalicji Wolności w Kowloon. Frost został ciężko ranny gdy próbował uratować jednego z żołnierzy. Po operacji został wyposażony w eksperymentalne biomody.
Zarządzono ewakuację i flota statków transportowych oczekiwała w porcie Victoria. Na szlaku ucieczki personelu placówki Koalicji Wolności znajdowała się baza Republiki wyposażonej w cztery działa magnetyczne. Zaplanowano iż trzy grupy przeprowadzą desant, a czwarta będzie osłaniać akcję z pokładów śmigłowców. Nathan Frost został dowódcą drugiej grupy która poprowadziła szturm po wschodniej stronie bazy. Pierwsza i trzecia grupa podchodziły na skrzydłach. Celem ofensywy było unieszkodliwienie wspomnianych działek magnetycznych. Po drodze śmigłowiec Frosta został postrzelony z działa magnetycznego i konieczny był desant na ulicach dzielnicy finansowej w centrum Kowloonu. Przedzierając się przez zastępy wroga spotkał sierżanta Chunga, który również brał udział w akcji. Następnie przez właz w podłodze w jednym z budynków Frost dostał się do podziemnego parkingu. Przez niego dotarł do windy. Zlokalizował działa i zniszczył je. Opuszczając budynek włamał się do komputera rebeliantów. Dowiedział się, że przeciwnicy wzięli w niewolę oddział Echo i przetrzymują ich w pobliżu Sai Kung. 
Frost udał się do więzienia które zostało utworzone w Tongzhou Cultural Palace i uwolnił żołnierzy w tym sierżanta Andrew Stilwella. Od niego dowiedział się, że Republikanie zatrudnili naukowca pracującego nad bronią o globalnym zasięgu i ich pierwotnym zadaniem było odnalezienie go. Wspólnie dokończyli misję i zlokalizowali doktora Josepha Liaw. W drodze powrotnej do bazy naukowiec wyjawił, że pracował nad operacją o kryptonimie „Projekt: Snowblind”. Budowali bombę elektromagnetyczną wyłączającą wszystkie urządzenia elektryczne. Generał Yan-Lo chciał poddać ludzkość próbie („oddzielić ziarna od plew”) i uderzyć w Nowy Jork, Paryż i Tokio co w efekcie domina miało przynieść katastrofalne efekty na całym świecie. 
Dotarłszy na miejsce, okazało się, że placówka została opanowana przez wroga. Podpułkownik Kanazawa zostawił wiadomość w której polecił zniszczyć bazę, jako że na serwerach znajdują się istotne informacje zagrażające istnieniu Koalicji. Pitney i inni żołnierze zostali uwięzieni w piwnicy nie mniej udało im się obezwładnić strażników i czekali na Frosta. Gdy się w końcu spotkali Pitney wezwał oddział Bravo, który przeprowadził ich ewakuację z powietrza.
Dokonali przegrupowania na wzgórzu Lion Hill. Było ich ledwie dziewiętnastu. Znajdowali się w sercu działań wroga i nie wiedzieli czy statki już odpłynęły. W akcie desperacji postanowili powstrzymać generała Yan Lo. Doktor wyjawił jego kryjówkę pod bunkrem zlokalizowanym w Tuen Mun. Frost z oddziałem Bravo ruszyli z misją rozpoznawczą jednak zostali rozbici. Frostowi udało się dotrzeć do Yan-Lo i go zabić.
Jak się okazało większość kompanii Koalicji Wolności z Kowloon jednak przeżyła - podczas szturmu Republiki na bazę ci już byli w połowie ewakuowani. W ukryciu czekali na rozkazy od Frosta lub o sierżanta Chunga. Frost dołączył do nich. Zniszczył też dwie wyrzutnie przeciwlotnicze uniemożliwiające lądowanie dodatkowych posiłków.
Po zgrupowaniu wszyscy ruszyli do bazy Republiki na wyspie Lantau, gdzie składowane były bomby EMP. Frost w pojedynkę udał się do głównego kompleksu. Zniszczył główne generatory co spowodowało eksplozję elektromagnetyczną, która unieruchomiła cały sprzęt elektroniczny w promieniu pięciu mil. Po zwycięskiej walce żołnierze Koalicji Wolności na piechotę ruszyli w drogę powrotną do najbliższej bazy oddalonej o pięćdziesiąt mil.

## Kulisy powstania
W kwietniu 2003 pojawiły się pierwsze pogłoski o powstawaniu gry, mówiące o tym że Ion Storm pracuje nad grą w świecie serii Deus Ex przeznaczoną wyłącznie na PS2. Nieco później nieoficjalne źródła podały, że Crystal Dynamics może pracować nad osadzoną w tym świecie grą taktyczną, nastawioną na grę wieloosobową i przeznaczoną na konsolę PlayStation 2. W kwietniu 2004 z dokumentu zawierającego finansowe podsumowania wydawcy Eidos Interactive po raz pierwszy pojawił się tytuł gry Deus Ex: Clan Wars, jednak bez żadnych szczegółów. Na targach E3 w maju tego samego roku Crystal Dynamics zapowiedział nową grę o nazwie Project: Snowblind i przedstawił jej podstawowe założenia, które były mocno podobne do gier z serii Deus Ex. Miesiąc później okazało się, że Project: Snowblind na początku rzeczywiście był tworzony jako gra z serii Deus Ex, ale w trakcie produkcji zdecydowano się na autorski tytuł.
Pierwsze graficzne materiały opublikowano 20 sierpnia 2004, zaś 13 września oficjalnie zapowiedziano grę. Opisano fabułę, ujawniono platformy na jakie gra miała być wydana (Xbox, PS2 i PC) oraz opublikowano kolejne zrzuty ekranu oraz krótki trailer. Kolejna porcja materiałów w postaci screenów oraz trailera pojawiła się 15 grudnia.

## Opis Gry

### Tryby gry
Project: Snowblind oferuje kampanię dla jednego gracza oraz tryb gry wieloosobowej umożliwiający grę dla 16 osób jednocześnie.

### Kluczowe postacie
- specjalista ds. walki elektronicznej Pitney - przyjaciel Frosta jeszcze z czasów sprzed wypadku. Dostarcza mu rozmaitych informacji podczas akcji.
- sierżant Chung - przedstawiciel starej ery ulepszonych żołnierzy. Prawą rękę ma mechaniczną i narzeka, że od dawna nikt go nie ulepszał. Zginął przy próbie unieszkodliwiania jednego z dwóch dział przeciwlotniczych.
- podpułkownik Kanazawa - dowódca placówki Koalicji Wolności w Kowloon
- dr. Joseph Liaw - naukowiec zwerbowany przez Republikę do opracowania bomb EMP
- porucznik Nathan Frost - postać kierowana przez gracza; zaciągnął się do wojska w 2061 po śmierci brata, który również był wojskowym
- sierżant Andrew Stilwell - dowódca oddziału Bravo; został uwięziony przez rebeliantów w Tongzhou Cultural Palace. Zginął podczas szturmu na kryjówkę Yan-Lo
- generał Yan-Lo - przywódca Republiki, którzy zaatakowali Hongkong. Wcześniej był normalnym żołnierzem, gdy zrobili z niego superżołnierza instalując mechaniczne rozszerzenia. Po zainstalowaniu ulepszeń narzekał na stale słyszany huk, który nie pozwalał mu zasnąć oraz ciągłe koszmary. Posądzał władze o odebranie człowieczeństwa.

### Biomody
Bojowe możliwości postaci gracza są rozwijane przez tzw. biomody. Dostępne są:
- Ballistic Shield - jej właściciela otacza polem siłowym które absorbuje wszystkie ataki; oprócz tego że zużywa bioenergię to posiada własny poziom energii, który gdy zostanie wyczerpany powoduje dezaktywację biomodu i wówczas należy włączyć go powtórnie
- Cloak - oferuje niewidzialność przed przeciwnikami zarówno organicznymi jak i mechanicznymi; wyłącza się automatycznie po podjęciu ataku
- Electrical Storm - umożliwia wystrzelenie w wybranym kierunku ładunku elektrycznego, który poraża wszystkich znajdujących się w jego pobliżu
- Reflex Boost - działa jak spowolnienie czasu
- Vision - widok w podczerwieni umożliwiający łatwiejsze zauważenie przeciwników ukrytych w ciemnych pomieszczeniach oraz za przeszkodami

### Miejsca
Gra oferuje 11 misji znajdujących się na 16 mapach. W grze można wyróżnić następujące lokacjie:
- Ta-Shih-Chi Temple' - buddyjska świątynia zlokalizowana w Kowloon, zaadaptowana na bazę przez międzynarodowe siły zbrojne ONZ zwane Koalicją Wolności
- Kowloon Hospitality Tower - budynek Republiki wyposażony w działa elektromagnetyczne uniemożliwiające ewakuację
- Tongzhou Cultural Palace - pałac kultury nieopodal Sai Kung przeistoczony w więzienie
- Bunker - zlokalizowany w Tuen Mun; pod bunkrem znajdowały się stare kanały w których Yan-Lo urządził kryjówkę
- Tower - wieża na wyspie Lantau w okolicy Cheung Chau; były tam składowane bomby EMP gotowe do bombardowania miast.

### Uzbrojenie
Do dyspozycji gracza oddano następujące uzbrojenie:
- Pistol - w trybie alternatywnym wystrzeliwuje mały pocisk wybuchowy
- Carbine - w trybie alternatywnym posiada granatnik
- Flechette - broń energetyczna, która w trybie alternatywnym wysyła w wybranym kierunku chmurę dronów które samodzielnie atakują przeciwników
- Shotgun - w trybie alternatywnym miota minami które przyklejają się do wszelkich powierzchni i wybuchają po krótkim czasie
- H.E.R.F - miotacz błyskawic na krótką odległość; w trybie alternatywnym wysyła przyklejającą się do powierzchni minę energetyczną
- Sniper Rifle - w trybie alternatywnym atakuje system nerwowy przeciwników którzy przechodzą na drugą stronę
- Rail Laser - broń laserowa przenikająca ściany; w trybie alternatywnym wysyła kulę plazmy która eksploduje przy kontakcie z przeszkodą
- Rocket Luncher - w trybie alternatywnym wystrzelona rakieta podąża za wcześniej namierzonym poruszającym się celem
- Mine Launcher - miotacz min; w trybie podstawowym samemu należy zdetonować zainstalowaną minę; w trybie alternatywnym instalowana mina wybucha samoczynnie po zbliżeniu się przeciwnika
- Frag Grenade - typowy granat wybuchowy
- EMP Grenade - jego impuls elektromagnetyczny unieszkodliwia wszelkie boty oraz dezaktywuje tarcze energetyczne stosowane przez żołnierzy
- Gas Grenade - wytwarza trującą chmurę oparów
- Flashbag Grenade - chwilowo oszałamia przeciwników
- Spiderbot Grenade - rzucony granat przeistacza się w małego robota-pająka, który samoistnie szuka i atakuje wrogów ładunkiem EMP

### Wyposażenie
- Icepick - służy do włamywania się do systemów bezpieczeństwa oraz przejmowania robotów
- Kinetic Kicker - umożliwia odpychanie lub przyciąganie skrzynek
- Nano Boost - odnawia pełen poziom zdrowia oraz bioenergii, usuwa efekt oślepienia atakiem EMP, reanimuje w chwili śmierci
- Riot Wall - rodzaj pola siłowego za którym można się skryć i w miarę bezpiecznie ostrzeliwać przeciwnika

### Pojazdy
W grze można znaleźć dwa pojazdy którymi można kierować. Są to:
- Fenix - zwykły samochód bez uzbrojenia
- Hydra - ciężki samochód wyposażony w działko maszynowe oraz rakiety

### Roboty
Korzystając z Icepicka gracz może przejąć kontrolę na robotami:
- Spider Bot - mały robot pochodzący z granatu; posiada atak za pomocą łuku EMP
- Security Bot - mały robot strażniczy wyposażony w karabin maszynowy; porusza się na czymś w rodzaju poduszki magnetycznej
- Ogre - mały dwunożny robot kroczący wyposażony w karabin maszynowy
- Military Bot "Walker" - duży dwunożny robot kroczący wyposażony w karabin maszynowy i wyrzutnię rakiet